# タンブール

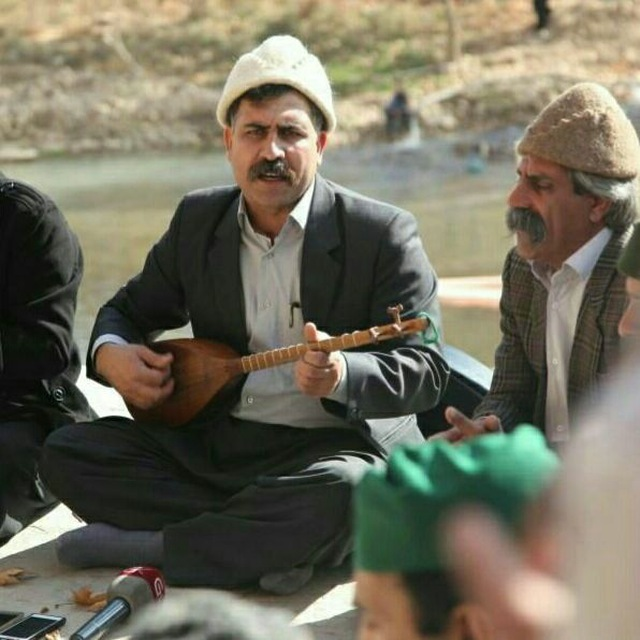
タンブールを演奏する男性(ゴバド・ゴバディ)

タンブール（英語:Tanbur /ペルシア語:تنبور）は、イラン、イラク、カザフスタンなどの中東、中央アジア諸国で中心に演奏されるロングネックの弦楽器である。

## 概要
タンブールは、メソポタミア、南アジアまたは中央アジアが起源とされている、ロングネックの弦楽器である。特定の一つの楽器を指すものでは無く、一般的に同地域で演奏される長尺の弦楽器に広く使われる言葉である。
主に、イラン、イラク、インド、アルメニア、アフガニスタン、アゼルバイジャン（アヴァール人）、パキスタン、トルコ、タジキスタン、カザフスタン、ウズベキスタン、東トルキスタン(ウイグル人)などの国々で演奏されており、バルカン半島で演奏されるリュート楽器の一部もタンブールと呼ばれる事がある。

## 歴史

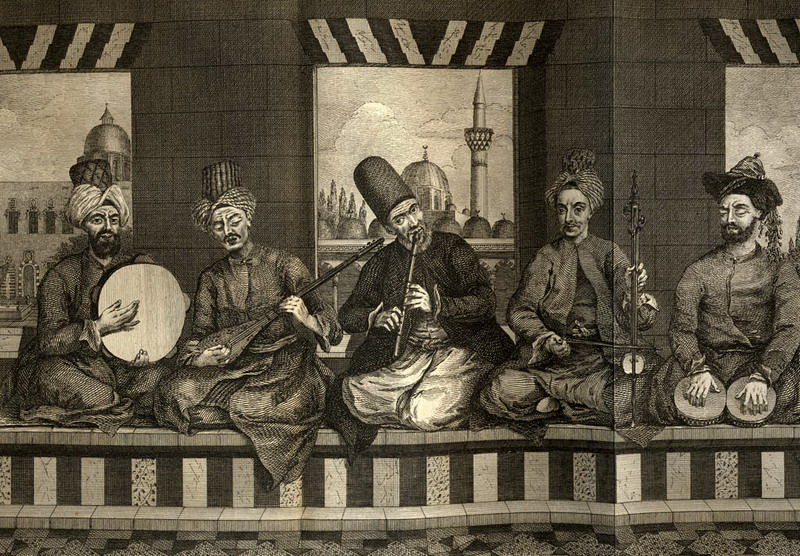
18世紀のアレッポ音楽団の絵画

タンブールは、紀元前3千年紀のメソポタミアに起源を持つとされる。紀元前1500年頃のスーサの出土品や、紀元前1000年頃のモスル近郊の岩絵にも、タンブールに似た長いネックの弦楽器を持つ人物が描かれていることが確認されている。
パルティア時代やサーサーン朝時代には、タンブールの演奏が一般的となり、当時のペルシャ語やパルティア語の文献にもその名称が記されている。10世紀の学者アル＝ファーラービーは、ペルシャにはバグダード・タンブールとホラーサーン・タンブールの2種類が存在したと記述しており、これが現在のアラブ世界やイラン、トルコなどにおける異なるタイプのタンブールの起源とされている。
「タンブール」という名称は、中央アジアのドンブラやトルコのタンブール（タンブラ）、インドのタンプーラなど、広い地域の長いネックを持つ弦楽器にも用いられるようになった。また、イランのクルド人コミュニティでは、宗教的な音楽と深く結びついている。

## 種類

### クルド・タンブール

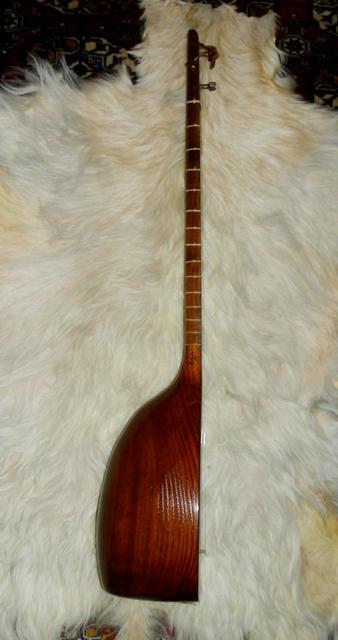
クルド・タンブール

イランで現在「tanbour」として広く知られているのは、主にケルマーンシャー州、クルディスタン州、ロレスターン州で作られるクルド・タンブール（テンブール、タンブール、タンブーラ、タンブール等）である。特にケルマーンシャー州ゴーラーン地方やサフネで作られるものが有名である。クルド・タンブールは、アフレ・ハック（ヤルサーン）と呼ばれる宗教儀式で神聖な楽器として用いられている。
クルド・タンブールは細長い洋ナシ型の胴体を持ち、通常7〜10枚のリブから構成される。響板は桑の木が使われ、装飾的な孔が開けられている。長いネックは独立しており、3本の金属弦を張る（第一コースは複弦）。演奏は右手3本の指による独特な奏法が特徴で、主に西イランのクルド系スーフィー音楽と結び付いている。全長は約80cm、胴体の幅は約16cm。ネックはクルミ材で、半音階の14フレットを持つ。

### 中央アジア
アフガニスタンのタンブール（tambur）は、主に北部のマザーリシャリーフやカブールで演奏される。伝統的には中空のネックと瓢箪型の胴体を持つが、近年はヘラートのドゥタールに似た丸みのあるボディとなっている。ボディは一木造りで、ネックには装飾が施される。3コース（単弦または複弦）の金属弦を持ち、指用の金属プレクトラムで演奏される。シンパティック弦も備える。
タジクやウズベクのタンブールは4本の金属弦を持ち、桑の木で作られる。インデックスフィンガーに装着した金属プレクトラムで演奏され、弓で演奏されることもある。
ウイグル族のテンボール（テンボル）は非常に長いネック（約150cm）を持ち、5本の金属弦（実際には3コース、両端は複弦）が張られている。

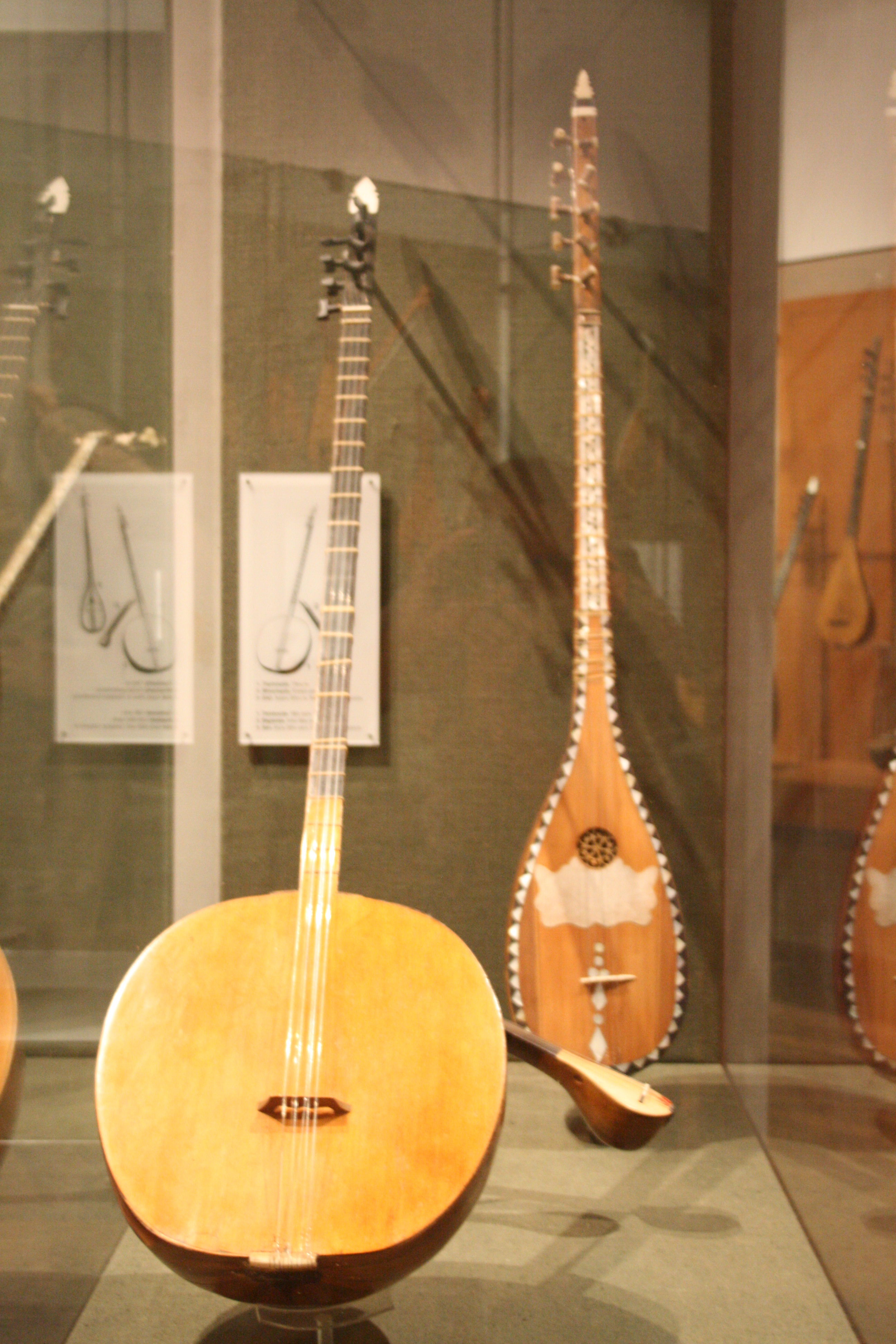
右がギリシャ、左がトルコのタンブール

### トルコ
トルコのタンブールは非常に長い細いネックと、20〜25枚の木製リブで構成される丸い胴体を持つ。3コース（6本）の金属弦を張る。弓で演奏する「ヤイリ・タンブール」も存在し、バンジョーのような響板を持つものもある。

### その他の地域
タンブールの系統は幅広く、インドのタンプーラやイランのセタール、中央アジアのドゥタール、カザフスタンのドンブラ、ロシアのドムラやバラライカなど、さまざまな地域で長棹弦楽器として発展した。アフガニスタンにはダンブーラ、パンジャブ地方にはタンブラーグがあり、どれらも長いネックと複数弦を持つ。
バルカン半島では、タンブーラやタンブリツァと呼ばれる楽器が広く演奏され、ボスニア・ヘルツェゴビナ、ブルガリア、クロアチア、セルビア、北マケドニア、ハンガリーなど各地の民俗音楽に欠かせない存在である。これらは多くがペルシャのタンブールに起源を持ち、弦は複弦でプレクトラムで演奏される。フレットは可動式の場合もあり、様々な音階に対応する。
また、ギリシャのタンブーラスや、トルコのバグラマ（サズ）などにも影響が見られる。